# Marie-Thérèse de Bourbon-Siciles
Pour les articles homonymes, voir Marie-Thérèse de Bourbon.
Titre
Princesse consort de Hohenzollern
8 juin 1905 – 1er mars 1909
(3 ans, 8 mois et 21 jours)
La princesse Marie-Thérèse Madeleine de Bourbon-Siciles (en italien : Maria Teresa Maddalena di Borbone-Due Sicilie), née le 15 janvier 1867 à Zurich et morte le 1er mars 1909 à Cannes, est de 1905 à 1909 une princesse consort de Hohenzollern.

## Biographie
Elle est la fille unique de Louis de Bourbon, prince des Deux-Siciles, comte de Trani et de Mathilde, duchesse en Bavière, sœur de l'impératrice d'Autriche.
Le mariage de ses parents a été arrangé par ses tantes, l'impératrice d'Autriche et la reine des Deux-Siciles après l'annexion du royaume des Deux-Siciles par le royaume d'Italie en 1860. À peine âgée de 20 ans, la reine des Deux-Siciles en exil à Rome s'ennuyait auprès d'un mari trop fade et songea à marier sa sœur cadette au frère cadet de son mari afin d'avoir une compagnie. Le mariage des Trani ne fut pas plus heureux que celui de leur frère et sœur. L'ex-reine et la comtesse prirent chacune un amant mais se repentirent bientôt et se réconcilièrent avec leurs maris qui reconnurent aussi avoir certains torts envers elles. Cependant, le comte de Trani supportait mal l'exil et l'inactivité. Il sombra dans l'alcool puis mit un terme à ses jours en 1886, la même année ou mourut tout aussi tragiquement le roi Louis II de Bavière, un proche cousin. En 1888, ce fut le duc Maximilien en Bavière, grand-père de la princesse qui s'éteignit à l'âge de 80 ans. L'année 1889 commença par le drame de Mayerling. À 21 ans, la jolie nièce de l'empereur François-Joseph Ier d'Autriche, nièce de l'empereur d'Autriche mais aussi de l'ex-roi des Deux-Siciles, de l'ex-grand-duc de Toscane, de l'ex-duc de Parme était une proche parente des princes catholiques et conservateurs qui furent vaincus par le libéralisme et la démocratie. Elle est très proche de sa cousine utérine l'archiduchesse Marie-Valérie d'Autriche, fille de l'empereur qui a un an de moins qu'elle.

### Mariage et postérité
La princesse épouse à Sigmaringen le 27 juin 1889 le prince Guillaume de Hohenzollern-Sigmaringen : le prince était l'héritier de la branche aînée de la Maison de Hohenzollern qui était restée catholique tandis que la branche cadette, devenue protestante avait acquis le Brandebourg et la Prusse et régnait sur l'Empire allemand depuis 1871. En 1849, le grand-père du prince, le prince Charles-Antoine de Hohenzollern-Sigmaringen, avait cédé sa principauté au roi de Prusse. Le prince était aussi le neveu de la comtesse de Flandres et du roi Charles Ier de Roumanie ; les grand-mère et mère de son mari, sont Joséphine de Bade, qui est sourde, et Antónia de Portugal (1845-1913), sœur du roi de Portugal et de la princesse royale de Saxe.
Ils auront trois enfants :
- Augusta-Victoria (1890-1966), qui épouse en premières noces en 1913 Manuel II roi de Portugal, mariage sans postérité et en secondes noces en 1939 le comte Robert Douglas, mariage sans postérité non plus ;
- Frédéric (1891-1965) qui succède à son père en 1927 ; il épouse en 1920 Marguerite, princesse de Saxe avec qui il a sept enfants ;
- François-Joseph, prince de Hohenzollern-Emden (1891-1964), frère jumeau du précédent ; il épouse en 1921 Marie-Alix, princesse de Saxe avec qui il a quatre enfants.

Le mariage est célébré avec faste en présence de l'empereur Guillaume II, membre de la Maison de Hohenzollern.  
Après trois enfants en deux ans dont des jumeaux qui assurent la continuité de la dynastie, l'union se révèle rapidement un échec sur le plan privé. Le prince est un chasseur invétéré. La princesse étouffe dans cet univers confiné. Les deux époux vivent rapidement de manière séparée, leurs enfants voyant très peu leur mère qui malade va de cure en cure, les médecins pensant qu'un climat plus doux serait favorable à sa santé. 
En 1900, sa cousine germaine, la duchesse Élisabeth en Bavière épouse le futur roi Albert Ier de Belgique. En 1905 son beau-père s'éteint et son mari devient prince de Hohenzollern et chef de la famille. En 1908, le roi du Portugal et son fils sont assassinés par un anarchiste, le fils cadet du roi ceint la couronne. Le roi Manuel II de Portugal n'a pas vingt ans et se voit forcer d'abdiquer et de partir pour l'exil deux ans plus tard. Il épousera en 1913 la fille du prince et de la princesse de Hohenzollern. 
La princesse de Hohenzollern décède en France, à Cannes, des suites de la sclérose en plaques à l'âge de 42 ans  soutenue par sa mère la comtesse de Trani.

## Titulature et décorations

### Titulature
- 15 janvier 1867 - 27 juin 1889 : Son Altesse royale Marie-Thérèse de Bourbon, princesse des Deux-Siciles
- 27 juin 1889 - 8 juin 1905 : Son Altesse royale la princesse héréditaire de Hohenzollern, princesse des Deux-Siciles
- 8 juin 1905 - 1er mars 1909 : Son Altesse royale la princesse de Hohenzollern, princesse des Deux-Siciles

### Décorations dynastiques
Empire allemand
| Ordre de Louise | Dame de première classe de l'ordre de Louise |

 Autriche-Hongrie
| Ordre de la Croix étoilée | Dame de l'ordre de la Croix étoilée |